# Championnat du Brésil de football 2019
 (avril 2022).
Si vous disposez d'ouvrages ou d'articles de référence ou si vous connaissez des sites web de qualité traitant du thème abordé ici, merci de compléter l'article en donnant les références utiles à sa vérifiabilité et en les liant à la section « Notes et références ».
Navigation
Série A 2018 Série A 2020
La saison 2019 de Série A est la soixante-troisième édition du Championnat du Brésil de football de première division, qui constitue l'échelon national le plus élevé du football brésilien, et oppose vingt clubs professionnels, à savoir les seize premiers de la saison 2018 et les quatre promus de Série B. Elle s'étend sur 38 journées, les clubs s'affrontant en matches aller-retour.

## Participants

### Changements en début de saison
| Pos. | Relégué de Série A 2018 |
| ---- | ----------------------- |
| 17º  | Sport Recife            |
| 18º  | América Mineiro         |
| 19º  | EC Vitória              |
| 20º  | Paraná Clube            |

| Pos. | Promus de Série B 2018 |
| ---- | ---------------------- |
| 1º   | Fortaleza EC           |
| 2º   | CSA                    |
| 3°   | Avaí FC                |
| 4º   | Goiás EC               |

### Les équipes du championnat
| Club                 | Ville          | État              | Stade                           | Capacité | Entraîneur           | Clt 2018 |
| -------------------- | -------------- | ----------------- | ------------------------------- | -------- | -------------------- | -------- |
| SE Palmeiras         | São Paulo      | São Paulo         | Allianz Parque                  | 45 000   | Andrey Lopes         | 1er      |
| CR Flamengo          | Rio de Janeiro | Rio de Janeiro    | Stade Maracanã                  | 78 838   | Jorge Jesus          | 2e       |
| SC Internacional     | Porto Alegre   | Rio Grande do Sul | Stade José Pinheiro Borba       | 56 000   | Zé Ricardo           | 3e       |
| Grêmio Porto Alegre  | Porto Alegre   | Rio Grande do Sul | Arena do Grêmio                 | 60 540   | Renato Gaúcho        | 4e       |
| São Paulo FC         | São Paulo      | São Paulo         | Stade Cícero-Pompeu-de-Toledo   | 66 795   | Fernando Diniz       | 5e       |
| Atlético Mineiro     | Belo Horizonte | Minas Gerais      | Stade de l'Indépendance         | 23 018   | Vágner Mancini       | 6e       |
| Athletico Paranaense | Curitiba       | Paraná            | Stade Joaquim-Américo-Guimarães | 43 981   | Eduardo Barros       | 7e       |
| Cruzeiro EC          | Belo Horizonte | Minas Gerais      | Mineirão                        | 57 483   | Adílson Batista      | 8e       |
| Botafogo FR          | Rio de Janeiro | Rio de Janeiro    | Stade Nilton-Santos             | 46 931   | Alberto Valentim     | 9e       |
| Santos FC            | Santos         | São Paulo         | Stade Urbano-Caldeira           | 16 798   | Jorge Sampaoli       | 10e      |
| EC Bahia             | Salvador       | Bahia             | Fonte Nova                      | 48 000   | Roger Machado        | 11e      |
| Fluminense FC        | Rio de Janeiro | Rio de Janeiro    | Stade Maracanã                  | 78 838   | Marcão               | 12e      |
| SC Corinthians       | São Paulo      | São Paulo         | Arena Corinthians               | 48 000   | Dyego Coelho         | 13e      |
| Chapecoense          | Chapecó        | Santa Catarina    | Arena Condá                     | 22 600   | Marquinhos Santos    | 14e      |
| Ceará SC             | Fortaleza      | Ceará             | Arena Castelão                  | 67 037   | Argel Fucks          | 15e      |
| Vasco da Gama        | Rio de Janeiro | Rio de Janeiro    | São Januário                    | 21 880   | Vanderlei Luxemburgo | 16e      |
| Fortaleza EC         | Fortaleza      | Ceará             | Arena Castelão                  | 63 903   | Rogério Ceni         | 1er      |
| CSA                  | Maceió         | Alagoas           | EStade Rei Pelé                 | 17 126   | Jacozinho            | 2e       |
| Avaí FC              | Florianópolis  | Santa Catarina    | Stade da Ressacada              | 17 800   | Evando Camillato     | 3e       |
| Goiás EC             | Goiânia        | Goiás             | Stade da Serrinha               | 10 000   | Ney Franco           | 4e       |

## Compétition

### Règlement
Le classement est établi sur le barème de points classique (victoire à 3 points, match nul à 1, défaite à 0).
En cas d'égalité de points entre 2 équipes ou plus, on utilise les critères suivants pour les départager : 
1. Nombre de victoires
2. Différence de buts
3. Buts marqués
4. Confrontations directes
5. Nombre de cartons rouges
6. Nombre de cartons jaunes

### Classement
| Rang | Équipe                 | Pts | J  | G  | N  | P  | Bp | Bc | Diff |
| ---- | ---------------------- | --- | -- | -- | -- | -- | -- | -- | ---- |
| 1    | CR Flamengo            | 90  | 38 | 28 | 6  | 4  | 86 | 37 | +49  |
| 2    | Santos FC              | 74  | 38 | 22 | 8  | 8  | 60 | 33 | +27  |
| 3    | SE PalmeirasT          | 74  | 38 | 21 | 11 | 6  | 61 | 32 | +29  |
| 4    | Grêmio Porto Alegre    | 65  | 38 | 19 | 8  | 11 | 64 | 39 | +25  |
| 5    | Athletico Paranaense C | 64  | 38 | 18 | 10 | 10 | 51 | 32 | +19  |
| 6    | São Paulo FC           | 63  | 38 | 17 | 12 | 9  | 39 | 30 | +9   |
| 7    | SC Internacional       | 57  | 38 | 16 | 9  | 13 | 44 | 39 | +5   |
| 8    | SC Corinthians         | 56  | 38 | 14 | 14 | 10 | 42 | 34 | +8   |
| 9    | Fortaleza EC P         | 53  | 38 | 15 | 8  | 15 | 50 | 49 | +1   |
| 10   | Goiás EC P             | 52  | 38 | 15 | 7  | 16 | 46 | 64 | -18  |
| 11   | EC Bahia               | 49  | 38 | 12 | 13 | 13 | 44 | 43 | +1   |
| 12   | Vasco da Gama          | 49  | 38 | 12 | 13 | 13 | 39 | 45 | -6   |
| 13   | Atletico Mineiro       | 48  | 38 | 13 | 9  | 16 | 45 | 49 | -4   |
| 14   | Fluminense FC          | 46  | 38 | 12 | 10 | 16 | 38 | 46 | -8   |
| 15   | Botafogo FR            | 43  | 38 | 13 | 4  | 21 | 31 | 45 | -14  |
| 16   | Ceará SC               | 39  | 38 | 10 | 9  | 19 | 36 | 41 | -5   |
| 17   | Cruzeiro EC            | 36  | 38 | 7  | 15 | 16 | 27 | 46 | -19  |
| 18   | CSA P                  | 32  | 38 | 8  | 8  | 22 | 24 | 58 | -34  |
| 19   | Chapecoense            | 32  | 38 | 7  | 11 | 20 | 31 | 52 | -21  |
| 20   | Avaí FC P              | 20  | 38 | 3  | 11 | 24 | 18 | 62 | -44  |

| Légende : Qualifications et relégations | Légende : Qualifications et relégations |
| --------------------------------------- | --- |
|                                         | Qualification pour la phase de groupe de la Copa Libertadores 2020 |
|                                         | Qualification pour le tour préliminaire de la Copa Libertadores 2020 |
|                                         | Qualification pour la Copa Sudamericana 2020 |
|                                         | Relégation en Série B 2020 |
|                                         | T : Tenant du titre P : Promus de Série B C : Vainqueur de la Coupe du Brésil 2019 qualifié pour la phase de groupes de la Copa Libertadores 2020 S : Vainqueur de la Copa Sudamericana 2019 qualifié pour la tour préliminaire de la Copa Libertadores 2020. |

### Résultats
|                      | ATP | ATM | AVA | BAH | BOT | CEA | CHA | COR | CRU | CSA | FLA | FLU | FOR | GOI | GRE | INT | PAL | SAN | SPA | VAS |
| -------------------- | --- | --- | --- | --- | --- | --- | --- | --- | --- | --- | --- | --- | --- | --- | --- | --- | --- | --- | --- | --- |
| Athletico Paranaense | —   | 1–0 | 0–1 | 1–0 | 1–0 | 1–0 | 1–1 | 0–2 | 0–0 | 1–0 | 0–2 | 3–0 | 4–1 | 4–1 | 2–0 | 1–0 | 1–1 | 1–0 | 0–1 | 4–1 |
| Atlético Mineiro     | 0–1 | —   | 2–1 | 0–1 | 2–0 | 2–1 | 0–2 | 2–1 | 2–0 | 4–0 | 2–1 | 2–1 | 2–2 | 2–0 | 1–4 | 1–3 | 0–2 | 2–0 | 1–1 | 1–2 |
| Avaí FC              | 0–0 | 1–0 | —   | 0–2 | 0–2 | 1–2 | 0–1 | 1–1 | 2–2 | 0–0 | 0–3 | 1–1 | 1–3 | 0–0 | 1–1 | 0–2 | 1–2 | 1–2 | 0–0 | 0–0 |
| EC Bahia             | 1–2 | 1–1 | 1–0 | —   | 2–0 | 1–2 | 1–1 | 3–2 | 0–0 | 1–0 | 3–0 | 3–2 | 1–1 | 1–1 | 1–0 | 2–3 | 1–1 | 0–1 | 0–0 | 1–1 |
| Botafogo FR          | 2–1 | 2–1 | 2–0 | 3–2 | —   | 1–1 | 0–0 | 1–0 | 0–2 | 2–1 | 0–1 | 0–1 | 1–0 | 3–1 | 0–1 | 0–1 | 0–1 | 0–1 | 1–2 | 1–0 |
| Ceará SC             | 1–1 | 1–2 | 1–0 | 0–0 | 0–0 | —   | 4–1 | 0–1 | 0–0 | 4–0 | 0–3 | 2–0 | 2–1 | 0–1 | 2–1 | 2–0 | 2–0 | 0–1 | 1–1 | 1–1 |
| Chapecoense          | 1–1 | 1–2 | 1–0 | 0–0 | 0–1 | 1–0 | —   | 0–1 | 1–1 | 3–0 | 0–1 | 1–1 | 1–3 | 2–2 | 0–1 | 2–0 | 1–2 | 0–1 | 0–3 | 1–2 |
| SC Corinthians       | 2–2 | 1–0 | 3–0 | 2–1 | 2–0 | 2–2 | 1–0 | —   | 1–2 | 1–0 | 1–1 | 1–2 | 3–2 | 2–0 | 0–0 | 0–0 | 1–1 | 0–0 | 1–0 | 1–0 |
| Cruzeiro EC          | 0–2 | 0–0 | 0–0 | 1–1 | 0–0 | 1–0 | 1–2 | 0–0 | —   | 0–1 | 1–2 | 0–0 | 1–1 | 2–1 | 1–4 | 1–1 | 0–2 | 2–0 | 1–0 | 1–0 |
| CSA                  | 0–4 | 2–2 | 3–1 | 1–2 | 1–2 | 1–0 | 2–0 | 2–1 | 1–1 | —   | 0–2 | 0–1 | 0–2 | 1–0 | 0–0 | 1–0 | 1–1 | 0–0 | 1–2 | 0–3 |
| CR Flamengo          | 3–2 | 3–1 | 6–1 | 3–1 | 3–2 | 4–1 | 2–1 | 4–1 | 3–1 | 1–0 | —   | 2–0 | 2–0 | 6–1 | 3–1 | 3–1 | 3–0 | 1–0 | 0–0 | 4–4 |
| Fluminense FC        | 1–2 | 1–1 | 0–1 | 2–0 | 0–1 | 1–1 | 1–1 | 1–0 | 4–1 | 0–1 | 0–0 | —   | 0–0 | 0–1 | 2–1 | 2–1 | 1–0 | 1–1 | 1–2 | 0–0 |
| Fortaleza EC         | 2–1 | 2–2 | 2–0 | 2–1 | 1–0 | 1–0 | 2–0 | 1–3 | 2–1 | 3–0 | 1–2 | 0–1 | —   | 2–0 | 2–1 | 0–1 | 0–1 | 2–1 | 0–1 | 1–1 |
| Goiás EC             | 2–1 | 0–0 | 2–0 | 4–3 | 1–0 | 2–1 | 3–1 | 2–2 | 1–0 | 1–0 | 2–2 | 3–0 | 1–2 | —   | 3–2 | 2–1 | 1–2 | 0–3 | 1–2 | 0–1 |
| Grêmio Porto Alegre  | 2–1 | 1–0 | 6–1 | 0–1 | 3–0 | 2–1 | 3–3 | 0–0 | 2–0 | 2–1 | 0–1 | 4–5 | 1–0 | 3–0 | —   | 2–0 | 1–1 | 1–2 | 3–0 | 2–1 |
| SC Internacional     | 1–1 | 2–1 | 2–0 | 3–1 | 3–2 | 1–0 | 1–0 | 0–0 | 3–1 | 2–0 | 2–1 | 2–1 | 2–2 | 1–2 | 1–1 | —   | 1–1 | 0–0 | 1–0 | 0–1 |
| SE Palmeiras         | 1–0 | 1–1 | 2–0 | 2–2 | 1–0 | 1–0 | 1–0 | 1–1 | 1–0 | 6–2 | 1–3 | 3–0 | 4–0 | 5–1 | 1–2 | 1–0 | —   | 4–0 | 3–0 | 1–1 |
| Santos FC            | 1–1 | 3–1 | 3–1 | 1–0 | 4–1 | 2–1 | 2–0 | 1–0 | 4–1 | 2–0 | 4–0 | 2–1 | 3–3 | 6–1 | 0–3 | 0–0 | 2–0 | —   | 1–1 | 3–0 |
| São Paulo FC         | 0–1 | 2–0 | 1–0 | 0–0 | 2–0 | 1–0 | 4–0 | 1–0 | 1–1 | 1–1 | 1–1 | 0–2 | 2–1 | 0–1 | 0–0 | 2–1 | 1–1 | 3–2 | —   | 1–0 |
| Vasco da Gama        | 1–1 | 1–2 | 1–1 | 0–2 | 2–1 | 1–0 | 1–1 | 1–1 | 1–0 | 0–0 | 1–4 | 2–1 | 1–0 | 1–1 | 1–3 | 2–1 | 1–2 | 0–1 | 2–0 | —   |

## Bilan de la saison
| Championnat du Brésil de football 2019                | |
| Champion                                              | CR Flamengo (7e titre)                                                                              |
| Qualifications continentales                          | |
| Copa Libertadores 2020                                | CR Flamengo Santos FC SE Palmeiras Grêmio Porto Alegre São Paulo FC SC Internacional SC Corinthians |
| Copa Sudamericana 2020                                | Fortaleza EC Goiás EC Vasco da Gama Atlético Mineiro EC Bahia Fluminense FC                         |
| Promotions et relégations                             | |
| Promus en Brasileiro                                  | RB Bragantino Sport Recife Coritiba FC Atlético Goianiense                                          |
| Relégués en Championnat du Brésil de football D2 2020 | Cruzeiro EC CSA Chapecoense Avaí FC                                                                 |